# Рубина, Айеша
Айеша Рубина (англ. Ayesha Rubina, урду عائشہ روبینہ‎; род. 1969, Хайдарабад, Индия) — индийский мусульманский педагог, социальный работник, общественная деятельница. Кооптированный член Муниципальной корпорации Большого Хайдарабада (G.H.M.C.). Занимается организацией городской инфраструктуры и специального образования для инвалидов.

## Биография
Айеша Рубина родилась в Хайдарабаде в 1969 году. Начальное и среднее образование получила в высшей девичьей школе Пресвятой Богородицы. Обучалась в университете Османия. Имеет степень магистра в области социальной работы и диплом аспиранта в области дошкольного образования и обучения. Она была награждена золотой медалью университета Османия и степенью магистра английского языка.
Айеша Рубина является профессиональным социальным работником. В знак признания её заслуг в области образования и социальной работы, она, в качестве корпоративного члена, была введена в состав Муниципальной корпорации Большого Хайдарабада. Ею был разработан и предложен первый план по развитию городской инфраструктуры с учётом потребностей инвалидов. Она инициировала профессиональную подготовку более 8000 молодых людей.
Участвовала в создании 10 школ для бедняков, которые обслуживают образовательные потребности более 4500 детей. Несмотря на широкую общественную деятельность, Айеша Рубина продолжила преподавать в школе для детей с особыми потребностями.
«Индийское время» восемь раз присваивало ей звание «Индийского лидера». Она была участницей Международной программы лидерства для посетителей (I.V.L.P.), учрежденной госдепартаментом США. В качестве члена Консультативного комитета сотрудничала с Центром социальных наук — сетью частных лиц и организаций, занимающихся предоставлением помощи через образование и социальные услуги.
Айеша Рубина является основательницей «Зеленой специальной школы», в которой предоставляется бесплатное образование детям с особенными потребностями. Здесь также предлагаются медицинские способы лечения и реализуются проекты по реабилитации и социализации таких детей. Зелёная специальная школа находится в ведении Общества образования, которое также было основано Айешей Рубина.
Активно работает в области образования для девочек. Считает, что положение экономически независимых женщин в Индии стало еще более сложным в настоящее время. Критикует современное общество потребления, принуждающее женщину помимо официальной работы «эффективно» справляться и с работой по дому. Ею также была реализована программа по созданию электронных библиотек в Хайдарабаде.
Айеша Рубина играет важную роль в политической жизни Хайдарабада. В апреле 2014 года, по данным Всеиндийского совета союза мусульман (A.I.M.I.M.), она возглавила работу по созданию женского крыла этой партии.